# فوتبال در اوکراین
فوتبال پرطرفدارترین ورزش در اوکراین است. فدراسیون فوتبال اوکراین هیئت اداره‌کننده ملی و مسئول نظارت کردن بر تمام جنبه‌های بازی فوتبال در این کشور است.